# Confédération internationale des sociétés d'auteurs et compositeurs
La Confédération internationale des sociétés d'auteurs et compositeurs (CISAC), est une organisation internationale non gouvernementale à but non lucratif, dont le but est de protéger les droits et de promouvoir les intérêts des créateurs partout dans le monde en menant des actions en faveur d’une solide protection juridique du droit d'auteur. Elle représente le plus grand réseau international de sociétés d’auteurs dans le monde, également appelées organisations de gestion collective (OGC), sociétés de gestion des droits d’auteur, sociétés de perception ou sociétés de droits d'exécution.
À l’heure actuelle, 227 sociétés d’auteurs de 116 pays sont membres de la CISAC. Ensemble, ces sociétés représentent plus de cinq millions de créateurs et éditeurs de toutes les régions du monde et de tous les répertoires artistiques (musique, audiovisuel, spectacle vivant, littérature et arts visuels).
En 2023, les droits perçus par les sociétés membres de la CISAC dans leurs territoires nationaux respectifs se sont élevés à 13,1 milliards d’euros.
La CISAC a été créée en 1926. Son siège international est à Neuilly-sur-Seine, en France, et elle possède quatre bureaux régionaux établis à Budapest en Hongrie (Affaires européennes), à Santiago au Chili (Affaires latino-américaines et caribéennes), au Burkina Faso (Affaires africaines) et, depuis janvier 2013, à Pékin en Chine (Affaires de la région Asie-Pacifique).
La CISAC est financée par les cotisations de ses membres et a trois langues de travail officielles : l’anglais, le français et l’espagnol.

## Historique

### Fondation
La CISAC a été fondée en 1926 par 18 sociétés d’auteurs de 18 pays européens, représentant surtout, à l’époque, les arts dramatiques (dramaturges et metteurs en scène).
Les sociétés d’auteurs sont principalement des organisations à but non lucratif, fondées par les créateurs pour faciliter la gestion de leurs droits. Les activités principales d’une société d’auteurs sont la délivrance de licences, la perception des redevances pour l’utilisation des œuvres créatives de ses affiliés et la répartition de ces redevances auprès des ayants droit.
Depuis sa création, la CISAC a pour mission de représenter les créateurs du monde entier et de protéger leurs droits et de promouvoir leurs intérêts. À l’origine, la CISAC était constituée de cinq fédérations responsables des droits de représentation dramatique, des droits d’exécution publique, des droits mécaniques, des droits littéraires et des droits cinématographiques. En 1966, la CISAC a unifié ces cinq fédérations pour former la Confédération Internationale des Sociétés d’Auteurs et Compositeurs telle qu’on la connaît aujourd’hui.  

### Histoire récente
Depuis 1994, la CISAC s’efforce d’améliorer les échanges de données sur les œuvres créatives entre sociétés d’auteurs. Dans le cadre de son projet baptisé « Système d’information commun » (CIS pour Common Information System), la CISAC a travaillé à l’élaboration de normes internationales, certifiées par l’ISO, d’identification des œuvres créatives et des ayants droit.
Ces normes comprennent le International Standard Musical Work Code (ISWC), le Numéro international normalisé des œuvres audiovisuelles (ISAN), le Code international normalisé des textes (en) (ISTC) et le Code international normalisé des noms (en) (ISNI), un identifiant unique attaché aux contributeurs (comme les auteurs-compositeurs ou les éditeurs), qui vient compléter le Système d'information sur les parties intéressées (IPI) de la CISAC contenant des informations plus détaillées sur les ayants droit à la disposition des sociétés d’auteurs.
En 2004, la CISAC a lancé « CIS-Net powered by FastTrack », un réseau de partage d’informations sur les œuvres musicales entre sociétés d’auteurs qui repose sur Internet. Parallèlement, la CISAC a mis au point l’IDA, une base de données internationale sur les œuvres audiovisuelles et leurs ayants droit. En facilitant l’identification des œuvres de l’esprit et des titulaires de droits sur ces œuvres, ces outils visent à accélérer la répartition des redevances aux créateurs pour l’utilisation de leurs œuvres.
La même année, après l'élection de l'ancien producteur néerlandais et président de la Buma-Stemra et de la CISAC Benelux, Cees Vervoord, au poste de président, en révisant ses statuts, la CISAC a instauré une Assemblée Générale annuelle et un Conseil d’Administration pour superviser ses activités, lui permettant ainsi d’imposer un certain nombre de règles à ses membres, pour garantir le respect de normes professionnelles strictes et de consacrer davantage de ressources pour amener les créateurs à s’impliquer directement dans la défense de leurs droits.
En juin 2007, l’Assemblée Générale de la CISAC a élu l’auteur-interprète Robin Gibb (The Bee Gees) à la présidence de la CISAC pour prendre le relais de Vervoord, et le réalisateur mexicain Alfonso Cuarón à sa vice-présidence. Le mandat de trois ans de Gibb a été renouvelé en juin 2010. L’artiste peintre français Hervé Di Rosa, cofondateur du mouvement artistique « Figuration libre », a été élu Vice-Président en 2010. Le rôle du Président et du Vice-Président de la CISAC est de faire entendre la voix de la communauté internationale des créateurs et de défendre le système de gestion collective qui protège leurs droits. Au fil des années, ce rôle a été assumé par plusieurs créateurs célèbres comme Robert de Flers, Richard Strauss, Armand Salacrou, et Léopold Sedar Senghor.
Entre 2007 et 2013, la CISAC a organisé tous les deux ans le Sommet mondial du droit d’auteur, forum international permettant de discuter, avec toutes les parties intéressées, de l’avenir du droit d’auteur et des intérêts des créateurs à l’ère du numérique.  
En 2008, la CISAC a adopté une série de règles professionnelles applicables à toutes ses sociétés membres. Les règles professionnelles forment un ensemble de principes que les sociétés membres de la CISAC doivent respecter en matière de gestion des droits et de perception et de répartition des redevances. Ces règles visent à garantir que les membres de la CISAC appliquent des normes professionnelles strictes dans la conduite de leurs activités. L’initiative a été développée pour témoigner d’une plus grande transparence des sociétés d’auteurs vis-à-vis de divers groupes d’acteurs du secteur et des médias. 

## Mission et objectifs
La CISAC a pour mission de protéger les droits et promouvoir les intérêts des créateurs dans toutes les régions du monde et dans tous les domaines artistiques : musique, audiovisuel, spectacle vivant, littérature et arts visuels. Elle permet aux organisations de gestion collective de représenter les créateurs au niveau international et de garantir que les redevances reviennent aux auteurs pour l’utilisation de leurs œuvres partout dans le monde. La CISAC apporte un soutien politique, juridique et technique pour protéger les droits des créateurs et favoriser le développement du réseau international de sociétés de gestion collective.

## Membres
La CISAC est une organisation professionnelle composée de membres. En juin 2024, elle réunit 227 sociétés d’auteurs dans 116 pays, représentant indirectement plus de cinq millions de créateurs. Ses membres sont répartis en trois catégories en fonction de la situation et des activités de chaque société : les Membres, les Membres Provisoires et les Membres Associés. Les sociétés d’auteurs sont principalement des organisations sans but lucratif fondées par les créateurs pour faciliter la gestion de leurs droits. Étant donné qu’il est très difficile pour les créateurs de contrôler toutes les utilisations de leurs œuvres et de négocier leur rémunération, beaucoup d’entre eux décident de confier leurs droits à une société d’auteurs. Les activités principales d’une société d’auteurs sont la délivrance de licences, la perception des redevances et la répartition de ces redevances auprès des ayants droit pour l’utilisation de leurs œuvres.

## Financement
La CISAC est financée par les cotisations annuelles de ses membres, dont le montant représente un pourcentage des redevances brutes perçues tous les ans par chaque société membre.

## Organisation

### Organes administratifs
Autour de son Assemblée générale, sa plus haute instance représentative, la CISAC est composée de divers organes administratifs qui se chargent de ses activités et de ses orientations stratégiques.
- L’Assemblée générale de la CISAC est constituée des délégués de toutes les sociétés membres de la CISAC. Elle élit le Conseil d’administration ainsi que le président et les vice-présidents, et approuve les principales résolutions, décisions et plans proposés par le Conseil d’administration. Seuls les membres (ordinaires) disposent du droit de vote à l’Assemblée générale.
- Le rôle du président et de ses suppléants est de représenter la communauté internationale des créateurs et de défendre le système de gestion collective qui protège leurs droits.

- Les activités de la CISAC sont conduites par son Conseil d'administration, composé des représentants de 20 sociétés membres de la CISAC et élu pour trois ans par l'Assemblée générale. La composition du Conseil rend compte de la diversité géographique des membres de la CISAC et des multiples répertoires artistiques qu'elle représente.

Le président actuel du Conseil d'administration DG de la SOCAN, société canadienne des auteurs, compositeurs et éditeurs de musique ; les vice-présidents sont Javier Gutiérrez Vicen, directeur général de la Visual Entidad de Gestión de Artistas Plásticos (VEGAP), société espagnole d’arts visuels , et Marisa Gandelman, DG de l’União Brasileira de compositores (UBC), société d’auteurs brésilienne.
- Le directeur général de la CISAC est Gadi Oron, qui a été nommé en septembre 2014. Avocat de profession et expert de la législation internationale sur le droit d’auteur[14], Oron travaille dans l’industrie créative depuis plus de 15 ans. Il a rejoint la CISAC en 2012 en tant que Directeur juridique de l’organisation.

- La CISAC a mis en place divers comités et commissions, qui traitent de toute une série de questions juridiques, stratégiques, techniques, régionales ou liées à la création, en rapport avec le droit d’auteur. Leur rôle est de donner des orientations sur les aspects opérationnels de l’organisation.

### Présidence
Le président de la CISAC est le musicien suédois Björn Ulvaeus depuis le 29 mai 2020, il succède au compositeur français de musique électronique Jean-Michel Jarre qui avait été élu en 2013 pour succéder à Robin Gibb, ancien membre des Bee Gees décédé en mai 2012.

#### Liste des présidents de la CISAC
| Mandat            | Nom                | Qualité |
| ----------------- | ------------------ | --- |
| 2000-2002         | Jean-Loup Tournier | Homme d'affaires français Directeur Général puis Président du Directoire de la SACEM de 1961 à 2001                            |
| 2002-2007         | Christian Brühn    | Compositeur allemand Vice-Président de 1998 à 2002                                                                             |
| 2007-2012 (décès) | Robin Gibb         | Auteur-compositeur-interprète britannique Ancien membre des Bee Gees                                                           |
| 2012-2013         | Hervé Di Rosa      | Artiste peintre français contemporain Vice-président de 2010 à 2012 et président par intérim à la suite du décès de Robin Gibb |
| 2013-2020         | Jean-Michel Jarre  | Auteur-compositeur-interprète français Connu comme étant l'un de pionniers de la musique électronique                          |
| depuis 2020       | Björn Ulvaeus      | Guitariste, chanteur, compositeur, parolier et producteur suédois Principalement connu pour avoir été membre du groupe ABBA    |

### Vice-Présidence
En 2013, l’organisation a créé quatre nouveaux postes de vice-président, permettant ainsi la représentation d’un plus grand nombre de territoires géographiques et d’une plus grande diversité de répertoires créatifs. Les quatre nouveaux vice-présidents sont Yvonne Chaka Chaka, auteure-compositrice-interprète et activiste humanitaire sud-africaine de renommée internationale, Arturo Márquez, le compositeur et metteur en scène mexicain le plus éminent de la seconde moitié du XXe siècle, Kazuhiko Fukuoji l'artiste visuel japonais moderne et contemporain internationalement reconnu, et Ángeles González-Sinde Reig, la scénariste, réalisatrice, illustratrice et auteure de livres pour enfants..

## Services et activités
La CISAC s’occupe principalement d’établir des normes professionnelles pour les sociétés d’auteurs, de mettre en œuvre des systèmes d’information pour faciliter l’identification des œuvres créatives et leurs ayants droit afin d’accélérer la répartition des redevances aux créateurs, de favoriser le développement des sociétés d’auteurs partout dans le monde, de défendre les droits des auteurs à l’échelle internationale et d’élaborer des stratégies pour aider les sociétés à faire face aux changements de l’ère numérique. La CISAC est un acteur important de la communauté internationale de la propriété intellectuelle et collabore avec l’Organisation mondiale de la propriété intellectuelle (OMPI) et l’UNESCO, deux organes des Nations unies, sur les questions d’intérêt mutuel.

### Établir des règles professionnelles et des normes pour les sociétés d'auteurs
La CISAC fournit à ses membres des outils qui encouragent les meilleures pratiques dans tous les répertoires, notamment :
Le contrat type de « représentation réciproque » de la CISAC
Les principes de la représentation réciproque sont à la base du réseau international des sociétés d’auteurs. Ils permettent à une société de représenter le répertoire artistique mondial sur son territoire national. Par exemple, si une société espagnole et une société australienne ont signé un accord de « représentation réciproque », la société espagnole peur représenter le répertoire de la société australienne en Espagne et la société australienne peut représenter le répertoire de la société espagnole en Australie. Elles délivrent des licences pour l’utilisation de leurs répertoires mutuels et perçoivent les redevances liées à ces utilisations.
À travers ce système d’accords, un utilisateur de contenus (par exemple un radiodiffuseur ou une boîte de nuit) peut obtenir, auprès de la société d’auteurs locale, une licence unique pour l’utilisation du répertoire mondial des œuvres créatives. Ce système permet aux créateurs de toucher des droits pour l’utilisation de leurs œuvres partout dans le monde.
Règles professionnelles et Résolutions obligatoires
En 2008, la CISAC a mis en place un ensemble de Règles Professionnelles, principes obligatoires que tous les membres de la CISAC doivent respecter. Elles définissent les meilleures pratiques en matière de gouvernance, de gestion financière, de communication et d’administration mais aussi de gestion et d’échange des données relatives aux œuvres créatives et à leurs ayants droit.

### Réseaux d'information et métadonnées intelligentes
La CISAC gère un système international d’information (appelé « Système d’information commun » ou CIS) qui permet aux sociétés d’auteurs d’échanger des informations sur les œuvres, leurs utilisations et leurs ayants droit .

### Défendre les droits des auteurs
L’un des autres grands domaines d’activité de la CISAC consiste à militer pour le droit des auteurs et à jouer le rôle de porte-parole de ses membres à l’échelle internationale. La CISAC travaille en étroite collaboration avec les sociétés d’auteurs et les pouvoirs publics pour garantir que les lois locales protègent les droits des auteurs. La CISAC organise et participe à de nombreux programmes de formation et séminaires destinés aux magistrats et aux utilisateurs de contenus afin de mieux leur faire comprendre le droit d’auteur et les droits qu’il recouvre ainsi que les systèmes de licences.
Campagne pour le droit de suite
En collaboration avec l’organisation European Visual Artists (EVA), le groupement européen des sociétés d’auteurs et compositeurs (GESAC) et d’autres sociétés d’arts visuels, la CISAC mène une campagne internationale pour l’application universelle du droit de suite des artistes. Elle axe ses efforts sur la promotion d’un nouveau traité international, visant à remédier aux lacunes actuelles et à faire du droit de suite un élément obligatoire de la protection du droit d’auteur.
Affaires publiques et relations avec les gouvernements
La CISAC suit de près l’évolution de la situation internationale et participe aux négociations sur les nouveaux traités et autres projets en lien avec le droit d’auteur. La CISAC intervient également dans les discussions relatives à d’autres traités organisées à Genève par l’Organisation mondiale de la propriété intellectuelle (OMPI). Dans une réunion au sommet  organisée en février 2014, une délégation de représentants de créateurs de la CISAC a rencontré le Directeur Général de l’OMPI pour convenir d’actions concertées et encourager une plus grande visibilité des créateurs au sein de l’OMPI.
Sommet mondial du droit d'auteur
Au départ, la CISAC organisait le Sommet mondial du droit d’auteur, qui est devenu par la suite le Sommet mondial des créateurs, forum international réunissant les sociétés d’auteurs, les créateurs, les leaders des secteurs de la technologie et du divertissement, les responsables politiques et les représentants de consommateurs pour discuter de l’avenir du droit d’auteur et de la créativité à l’ère du numérique. Quatre sommets ont été organisés en 2007, 2009, 2011 et 2013.

### Études et rapports
Les industries créatives et les pays BRICS
En 2014, la CISAC a publié une étude économique qui identifie les possibilités pour les industries créatives établies au Brésil, en Russie, en Chine et en Afrique du Sud (BRICS) d’accroître leur contribution au PIB au cours des dix prochaines années. L’étude propose un plan d’action aux responsables politiques pour qu’ils exploitent le potentiel de l’industrie créative dans ces régions.
Un monde très culturel – Premier panorama mondial de l’économie de la culture et de la création
En 2015, la CISAC a publié une étude préparée par EY (ex. Ernst & Young), qui évalue la contribution économique et sociale mondiale des secteurs créatifs en proposant une analyse de 11 industries culturelles et créatives (ICC) : publicité, architecture, livres, jeux vidéo, cinéma, musique, journaux/magazines, spectacle vivant, radio, télévision et arts visuels.
Rapport sur les perceptions mondiales
La CISAC publie un rapport annuel sur les droits perçus par ses membres. Le rapport analyse les perceptions des redevances par région, répertoire et type de droits, et examine les tendances du marché concernant l’utilisation des œuvres créatives et le paiement des redevances.

## Chiffres clés
227 sociétés d'auteurs dans 116 pays (en juin 2024).
Dont :
- 110 sociétés en Europe
- 46 sociétés en Amérique Latine et aux Caraïbes
- 30 sociétés en Afrique
- 30 sociétés dans la région Asie-Pacifique
- 11 sociétés en Amérique du Nord (Canada – États-Unis)

Total des droits perçus dans le monde en 2014 par tous les membres de la CISAC : ,
- 13,1 milliards d’euros perçus par les sociétés membres de la CISAC
- Croissance de 5,5 % des perceptions totales en euros constants (par rapport à l’année précédente)
- Croissance de 2,8 % des perceptions totales en euros courants (par rapport à l’année précédente)
- La musique a représenté 87 % des perceptions totales, soit une hausse de 7,6 %
- Les perceptions non musicales ont représenté 13 % des perceptions totales, soit une hausse de 5,2 %
- Les droits d’exécution ont représenté 79 % des perceptions totales, soit une hausse de 22 %
- Croissance de 8,1 % en Europe (54,7 % des perceptions totales)
- Croissance de 11 % dans les pays BRICS

## Polémique
Ce que l’on a appelé l’ « Affaire CISAC » était une affaire de droit de la concurrence intentée par la Commission européenne contre un groupe de sociétés d’auteurs européennes. Elle concernait spécifiquement les droits d’exécution du répertoire musical et la relation entre les sociétés d’auteurs gérant les droits des contenus musicaux. Les procédures ont porté sur certaines clauses spécifiques contenues dans les accords de représentation réciproque signés entre les sociétés. Ces clauses reposaient sur un contrat type de représentation réciproque élaboré par la CISAC.
Décision de 2008
La décision de la Commission considérait que les 24 sociétés établies dans l’Espace économique européen (EEE) avaient pris part à des pratiques concertées et étaient parvenues illégalement à un accord sur la portée territoriale de leurs contrats de représentation réciproque respectifs,. La CISAC n’a pas été citée dans la décision et aucune sanction financière n’a été prise contre les sociétés. La CISAC et 21 des 24 sociétés de l’EEE font appel de la décision devant le Tribunal de l’Union européenne en octobre 2008.
Décision finale
Le 12 avril 2013, le Tribunal de l’UE rend son jugement, annulant la décision rendue en 2008 par la Commission européenne.